# تونس في كأس الأمم الإفريقية 2021
يعرض هذا المقال مشاركة تونس في كأس الأمم الأفريقية 2021 التي ستقام في الفترة ما بين 9 يناير – 6 فبراير 2021، وهي المشاركة رقم لتونس في مسابقة كأس الأمم الأفريقية والخامسة عشر تواليا منذ نسخة 1994 كان أفضل إنجاز لتونس التتويج باللقب في نسخة 2004 على أراضيها.